# 周启星
周启星（1963年5月—），男，籍贯浙江杭州，生于浙江龙游，中国环境科学家，南开大学环境科学与工程学院院长、教授，从事环境污染等方面的研究，发表论文数百篇，出版十余本学术著作。获得国家发明专利十余项。担任多个期刊编委、中国生态学会常务理事等职，中国教育部第六批“长江学者”特聘教授。

## 生平
1986年获得浙江大学环境与资源学院学士学位。1989和1992年先后获得中国科学院沈阳应用生态研究所硕士博士学位。1992年至1994年，在浙江大学从事环境工程博士后研究。
1994年起，先后在浙江大学、南开大学任教，先后担任浙江大学环境化学教研室主任、南开大学环境科学与工程学院院长、南开大学环境科学研究中心主任等职。

## 学术兼职
担任中国生态学会常务理事、污染生态学专业委员会主任，中国自然资源学会常务理事、资源循环利用专业委员会主任等。
担任《Pedosphere》副主编，《Bulletin of Environmental Contamination and Toxicology》、《Journal of Environmental Sciences》、《Frontiers of Environmental Science & Engineering in China》、《应用基础与工程科学学报》、《环境科学学报》、《应用生态学报》、《生态毒理学报》、《农业环境科学学报》、《一万个科学难题（地学）》等刊物或书籍编委。